# Arreau
Arreau là một xã thuộc tỉnh Hautes-Pyrénées trong vùng Occitanie tây nam nước Pháp. Khu vực này có độ cao trung bình 730 mét trên mực nước biển.
Thị trấn nằm bên tuyến đường cũ Route nationale 618, tuyến đường Pyrenees. Arreau tọa lạc ở giao lộ của thung lũng Louron và thung lũng Aure.